# Château de Maisontiers
Le château de Maisontiers est un château français situé à Maisontiers dans le département des Deux-Sèvres, en Nouvelle-Aquitaine.
Il fait l'objet d'une protection au titre des monuments historiques.

## Présentation
Le château est situé à l'est du village de Maisontiers, entre la route départementale 137 où se trouve son entrée, et le ruisseau la Taconnière.

## Historique
Il semblerait qu'il existait dès le XIIIe siècle à Maisontiers un fief des Chevaliers Hospitaliers.
À la fin du XVe siècle, Claude de Montjehan rachète les bâtiments, puis les modifie, afin de bâtir le château actuel. Elle le vend le 21 mai 1544 à Guyonne Bernard, dame de la Bernardière, épouse de René de Tusseau, écuyer seigneur de la Millanchère.
Le château est partiellement inscrit pour ses façades, toitures et douves au titre des monuments historiques le 28 novembre 1957, puis en totalité, ainsi que son domaine, depuis le 8 novembre 2005. Le château, ses douves et certaines parcelles du domaine sont classés monuments historiques depuis le 10 décembre 2013 .

## Architecture
L'aile ouest, celle qu'a remodelée Claude de Montjehan, est la partie la plus ancienne. La plus récente, l'écurie, date du XIXe siècle.
Le château de Maisontiers est remarquable par ses douves, qui au nord-est atteignent 110 mètres de long sur 40 mètres de large. 

## Propriétaires successifs
- Premiers propriétaires inconnus
- Claude de Montjehan, dame de Goulesne (fin XVe siècle à 1544)
- Famille de Tusseau (1544 à 1792)
- Bien national (1792 à 1797)
- Famille de Gaullier de Senermont (1797 à 1886)
- Famille Rambaud (1886 à 1902)
- Famille de Wissocq (1902 à 1996)
- Famille Macé de Lépinay (depuis 1996)

Depuis 1544, et à part quelques années lors de la Révolution française, le château est resté la propriété de différentes familles toutes apparentées aux Tusseau,,.